# Adesmia lanata
Adesmia lanata es una especie de planta floral del género Adesmia, categorizada en la tribu Dalbergieae, de la familia Fabaceae.

## Distribución
Especie nativa de Chile y Argentina. Crece en el bioma templado.

## Taxonomía
Fue descrita por Hook.f. y publicada en Fl. Antarct.: 256 (1846).